# Liste der Landschaftsschutzgebiete im Landkreis Neumarkt in der Oberpfalz
Im Landkreis Neumarkt in der Oberpfalz gibt es 24 Landschaftsschutzgebiete. (Stand: November 2018)

## Hinweise zu den Angaben in der Tabelle
- Gebietsname: Amtliche Bezeichnung des Schutzgebietes
- Bild/Commons: Bild und Link zu weiteren Bildern aus dem Schutzgebiet
- LSG-ID: Amtliche Nummer des Schutzgebietes
- WDPA-ID: Link zum World-Database-on-Protected-Areas-Datenbankeintrag des Schutzgebietes
- Wikidata: Link zum Wikidata-Eintrag des Schutzgebietes
- Ausweisung: Datum der Ausweisung als Schutzgebiet
- Gemeinde(n): Gemeinden, auf denen sich das Schutzgebiet befindet
- Lage: Geografischer Standort
- Fläche: Gesamtfläche des Schutzgebietes in Hektar
- Flächenanteil: Anteilige Flächen des Schutzgebietes in Landkreisen/Gemeinden, Angabe in % der Gesamtfläche
- Bemerkung: Besonderheiten und Anmerkungen

Bis auf die Spalte Lage sind alle Spalten sortierbar.
| Gebietsname | Bild/Commons   | LSG-ID       | WDPA-ID | Wikidata  | Ausweisung | Gemeinde(n) | Lage     | Fläche ha | Flächenanteil | Bemerkung |
| --- | -------------- | ------------ | ------- | --------- | ---------- | ----------- | -------- | --------- | --- | --------- |
| Buchberg | weitere Bilder | LSG-00605.01 |         | Q59657004 | 2017       |             | Position | 592,74    | Landkreis Neumarkt in der Oberpfalz (100 %) |           |
| Bundesautobahnen Berlin – München, Nürnberg – Amberg, und Nürnberg – Regensburg                                    | weitere Bilder | LSG-00121.06 | 395578  | Q59654961 | 1965       |             | Position | 629,15    | Landkreis Neumarkt in der Oberpfalz (99,9 %) |           |
| Dietrichstein |                | LSG-00121.10 | 395582  | Q59654965 | 1965       |             | Position | 281,82    | Landkreis Neumarkt in der Oberpfalz (100 %) |           |
| Forellenbachtal |                | LSG-00104.03 | 395527  | Q59654935 | 1962       |             | Position | 588,36    | Landkreis Neumarkt in der Oberpfalz (100 %) |           |
| Gnadenberg | weitere Bilder | LSG-00121.04 | 395577  | Q59654960 | 1965       |             | Position | 269,85    | Landkreis Neumarkt in der Oberpfalz (100 %) |           |
| Habsberg | weitere Bilder | LSG-00104.10 | 395530  | Q59654938 | 1962       |             | Position | 40,49     | Landkreis Neumarkt in der Oberpfalz (100 %) |           |
| Haimburg – Wallerbuch – Ottenberg                                                                                  |                | LSG-00121.12 | 395583  | Q59654966 | 1965       |             | Position | 818,75    | Landkreis Neumarkt in der Oberpfalz (100 %) |           |
| Landschaftsschutzgebiet bei Velburg                                                                                | weitere Bilder | LSG-00104.09 | 395529  | Q59654937 | 1962       |             | Position | 341,38    | Landkreis Neumarkt in der Oberpfalz (100 %) |           |
| Landschaftsschutzgebiet Parsberg                                                                                   | weitere Bilder | LSG-00104.07 | 395528  | Q59654936 | 1962       |             | Position | 291,22    | Landkreis Neumarkt in der Oberpfalz (100 %) |           |
| Lauterachtal | weitere Bilder | LSG-00104.02 | 395526  | Q59654934 | 1962       |             | Position | 583,81    | Landkreis Neumarkt in der Oberpfalz (99,8 %) |           |
| Lauterachtal mit den Tälern des Hausener- und Utzenhofener Baches und das Juragebiet zwischen Kastl und Utzenhofen | weitere Bilder | LSG-00121.09 | 395581  | Q59654964 | 1965       |             | Position | 4682,01   | Landkreis Amberg-Sulzbach (97,7 %), Landkreis Neumarkt in der Oberpfalz (2,3 %) |           |
| Lauterachtal und Vilstal (Westseite)                                                                               | weitere Bilder | LSG-00119.12 | 395557  | Q59654958 | 1964       |             | Position | 578,47    | Landkreis Neumarkt in der Oberpfalz (100 %) |           |
| LSG Dillberg-Heinrichsberg                                                                                         | weitere Bilder | LSG-00553.01 | 396104  | Q59656819 | 2001       |             | Position | 1916,46   | Landkreis Neumarkt in der Oberpfalz (99,9 %) |           |
| LSG Rohrenstädter Bachtal                                                                                          | weitere Bilder | LSG-00578.01 | 396127  | Q59656833 | 2004       |             | Position | 819,56    | Landkreis Neumarkt in der Oberpfalz (100 %) |           |
| LSG Sindlbachtal                                                                                                   | weitere Bilder | LSG-00577.01 | 396126  | Q59655015 | 2004       |             | Position | 869,28    | Landkreis Neumarkt in der Oberpfalz (100 %) |           |
| LSG Tyrolsberg | weitere Bilder | LSG-00557.01 | 396108  | Q59655006 | 2001       |             | Position | 704,66    | Landkreis Neumarkt in der Oberpfalz (100 %) |           |
| Pilsachtal, Wünnaubachtal und Pfeffershofener Bachtal                                                              | weitere Bilder | LSG-00592.01 | 396141  | Q59655022 | 2007       |             | Position | 917,58    | Landkreis Neumarkt in der Oberpfalz (100 %) |           |
| Schloßberg mit Ruine Helfenburg                                                                                    | weitere Bilder | LSG-00104.01 | 395525  | Q59654933 | 1962       |             | Position | 28,77     | Landkreis Neumarkt in der Oberpfalz (100 %) |           |
| Schutzzone im Naturpark Altmühltal                                                                                 | weitere Bilder | LSG-00565.01 | 396115  | Q23787649 | 1995       |             | Position | 163135,05 | Ingolstadt (0,1 %), Landkreis Eichstätt (36,3 %), Landkreis Neuburg-Schrobenhausen (4,0 %), Landkreis Kelheim (8,7 %), Landkreis Neumarkt in der Oberpfalz (8,2 %), Landkreis Regensburg (1,5 %), Landkreis Roth (6,4 %), Landkreis Weißenburg-Gunzenhausen (22,8 %), Landkreis Donau-Ries (11,8 %) |           |
| Staufer Berg | weitere Bilder | LSG-00575.01 | 396124  | Q59655014 | 2003       |             | Position | 99,12     | Landkreis Neumarkt in der Oberpfalz (100 %) |           |
| Sulzbürg mit Schlüpfelberg                                                                                         | weitere Bilder | LSG-00121.01 | 395575  | Q59654959 | 1965, 2019 |             | Position | 705       | Landkreis Neumarkt in der Oberpfalz (100 %) |           |
| Traunfelder Bachtal                                                                                                | weitere Bilder | LSG-00121.14 | 395584  | Q59654967 | 1965       |             | Position | 196,53    | Landkreis Neumarkt in der Oberpfalz (99,9 %) |           |
| Voggenthal | weitere Bilder | LSG-00121.07 | 395579  | Q59654962 | 1965       |             | Position | 213,64    | Landkreis Neumarkt in der Oberpfalz (100 %) |           |
| Wolfstein | weitere Bilder | LSG-00121.08 | 395580  | Q59654963 | 1965       |             | Position | 319,88    | Landkreis Neumarkt in der Oberpfalz (100 %) |           |